# Marcos Assis Santana
Marcos Assis de Santana, mais conhecido como Marcão (Camaçari, 25 de setembro de 1985), é um futebolista brasileiro que atua como centroavante. Atualmente defende o cascavel. 

## Carreira

### Início
Começou sua carreira profissional no Ipitanga da Bahia, onde era chamado de Marquinhos.

### Atlético Goianiense
Porém diante de sua estatura começou a ser chamado de Marcão quando foi atuar pelo Atlético Goianiense, clube que onde mais se destacou.
Foi artilheiro da Série C de 2008 com 25 gols.

### Atlético Paranaense
Em julho de 2012, acertou sua saída do Atlético Goianiense e foi anunciado como novo jogador do Atlético Paranaense.

### América Mineiro[1]
Em agosto de 2013, foi emprestado ao América Mineiro, clube pelo qual teve rápida passagem.

### Bahia
Se transferiu para o Bahia em fevereiro de 2014.

### Figueirense
Durante a pausa da Copa do Mundo de 2014, Marcão fechou com o Figueirense para disputar a Série A do Campeonato Brasileiro de 2014. No dia 27 de dezembro de 2014, o Figueirense anunciou a renovação de empréstimo de Marcão por um ano.

### CRB
Em dezembro de 2017, foi anunciado como novo jogador do CRB.

### Guarani
No dia 3 de julho de 2018, assinou com o Guarani para o restante da Série B.

### Remo
Em junho de 2019 foi anunciado como novo reforço do Remo.

## Títulos
Atlético Goianiense
- Campeonato Brasileiro - Série C: 2008
- Campeonato Goiano: 2010 e 2011

Bahia
- Campeonato Baiano: 2014

Figueirense
- Campeonato Catarinense: 2015

Esportivo
- Campeonato do Interior: 2020

## Artilharias
Atlético Goianiense
- Campeonato Brasileiro - Série C: 2008 (25 gols)
- Campeonato Goiano: 2011 (13 gols)

São Luiz
- Campeonato Gaúcho: 2019 (6 gols)

Brasiliense
- Campeonato Brasiliense: 2022 (9 gols)